# Leucophora palmonii
Leucophora palmonii är en tvåvingeart som beskrevs av Ackland 1968. Leucophora palmonii ingår i släktet Leucophora och familjen blomsterflugor.
Artens utbredningsområde är Israel. Inga underarter finns listade i Catalogue of Life.